# Un baiser sur le port

Un baiser sur le port (Un beso en el puerto) est un film espagnol coécrit et réalisé en 1965 par Ramon Torrado.

## Fiche technique
- Titre français : Un baiser sur le port[1]
- Titre original espagnol : Un beso en el puerto
- Scénario : Luis Tejedo, José Osuna, Enrique Bariego, José Maria Iglesias, Ramon Torrado
- Directeur de la photographie : Francisco Fraile
- Musique : Daniel Montorio
- Dates de sortie :
  - Espagne : 19 mai 1966
  - France : avant fin 1970[1]

## Fiche artistique
- Manolo Escobar : Manolo Espinar, un pompiste renvoyé de son travail pour son goût trop prononcé pour la chanson qui se reconvertit en séducteur de belles étrangères
- Ingrid Pitt : Dorothy, une fille de milliardaire en villégiature à Benidorm, la première belle étrangère sur laquelle Manolo "se fait la main"
- Antonio Ferrandis : Gaston Petitpoi, un Français qui croit que Manolo a mis sa fille enceinte
- Manuel Alexandre : Carlos
- Luis Sanchez Polack : le touriste allemand au bar
- Joaquin Roa : Romagosa, un garçon de café
- Arturo Lopez : Jaime, l'ami de Manolo qui a le truc pour conquérir les belles étrangères
- José Orjas : le créancier de Carlos
- María Isbert : Petra
- Ana Marx : elle-même